# Елія гостроголова
Елія гостроголова або клоп гостроголовий (Aelia acuminata L.) — шкідник зернових культур. Поширена повсюди в Україні, але найбільша чисельність спостерігається в лісостепy i степy.

## Опис
Довжина тіла на 7-10 міліметрів. На задньому стегні дві чорні цяточки.

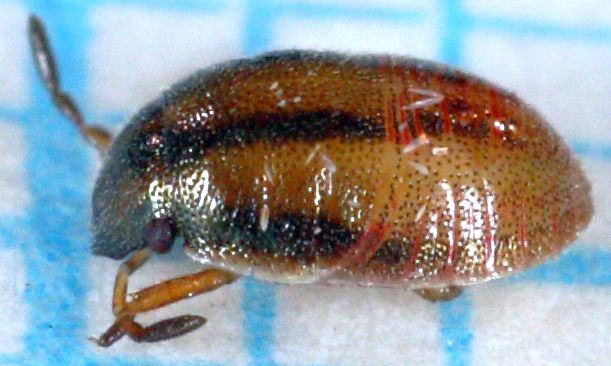
Німфа, перша фаза
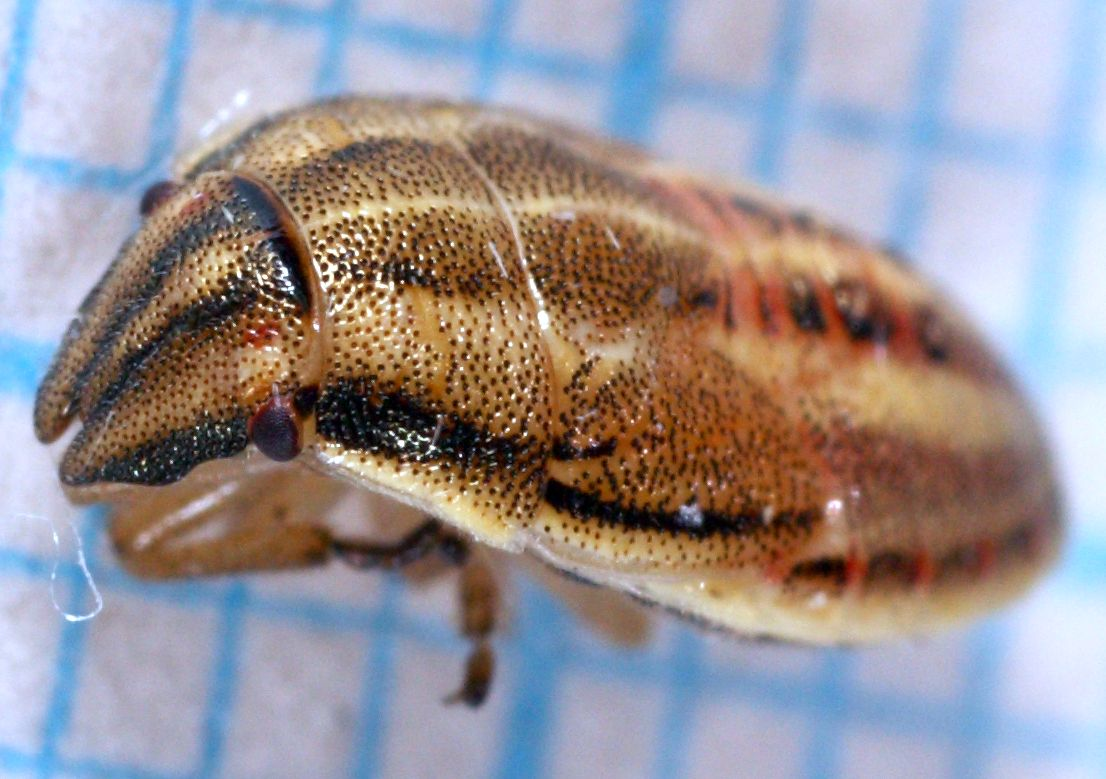
Німфа, остання фаза

## Екологія
Зимують дорослі клопи в лісах, лісосмугах під опалим листям та в підстилці. Масовий виліт з місць зимівлі відбувається при температурі вище +18..+19 °C, що збігається з фазою кущення або виходу в трубку озимої пшениці, а ярої — у фазі 3-4 листків. Через один-два тижні самки відкладають яйця в два рядки на стебла і листя хлібних злаків, бур'янів, а також в інші місця. Плодючість у середньому 100—300 яєць при максимумі 340—550. Ембріональний розвиток триває 6-12 днів. Тривалість розвитку личинок становить 20-50 днів, за цей період вони проходять п'ять віків. Масове закінчення їх розвитку збігається з періодом фази молочної і початком воскової стиглості. Переселення клопів у місця зимівлі починається у період збирання озимих. Чисельність їх зумовлюється життєздатністю, яку можна визначити за їх масою. За цим показником можна прогнозувати загибель клопів у зимовий період. При середній масі самця і самки 100—110 мг на період стійкого похолодання смертність їх становить 30-60 %, при 111—125 — 15-30 %, а понад 125 мг — не перевищує 10-12 %. На розмноження клопів, крім погодних умов і стану кормової бази, впливають й ентомофаги. Із них найбільш масові — яйцеїди (теленоміни), ураження яєць ними становить 38-66 %. Проте вони більшою мірою уражують яйця пізніх строків відкладання.

## Шкодочинність
У шкодочинності клопів простежуються, головним чином, два фенологічних періоди. Перший — охоплює фази сходів, кущення (ярий ячмінь), виходу рослин у трубку (озима пшениця). Шкоди завдають дорослі перезимувалі клопи. Пошкоджені рослини засихають, а у період колосіння утворюють повну або часткову білоколосицю, що призводить до значних втрат урожаю. Другий період охоплює фази молочної, воскової та повної стиглості зерна. Шкодять личинки третього-четвертого віків, а також окрилені клопи. Пошкодження 2-3 % зерна вже викликає погіршення хлібопекарських, технологічних і смакових якостей. Середня чисельність личинок 3-5 особин на 1 м2 вже небезпечна для збереження кондицій врожаю сильної й цінної пшениці. Погіршуються також посівні якості зерна пшениці та ячменю. Схожість зерна зменшується при пошкодженні його більше як на 5 % і відповідно при чисельності личинок не менше 10 особин на 1 м2. Особливо це відчувається при пошкодженні зародка. Зовнішні ознаки пошкодженого зерна: на поверхні залишається слід уколу у вигляді темної крапки, навколо якої утворюється світло-жовта пляма; іноді на зерні в межах плями без сліду уколу утворюються вдавленості або зморшки. Консистенція ендосперму в зоні плями крихка, яскраво-біла і при уколі голкою або надавлюванні нігтем легко розпадається.